# Salesianische Mitarbeiter Don Boscos

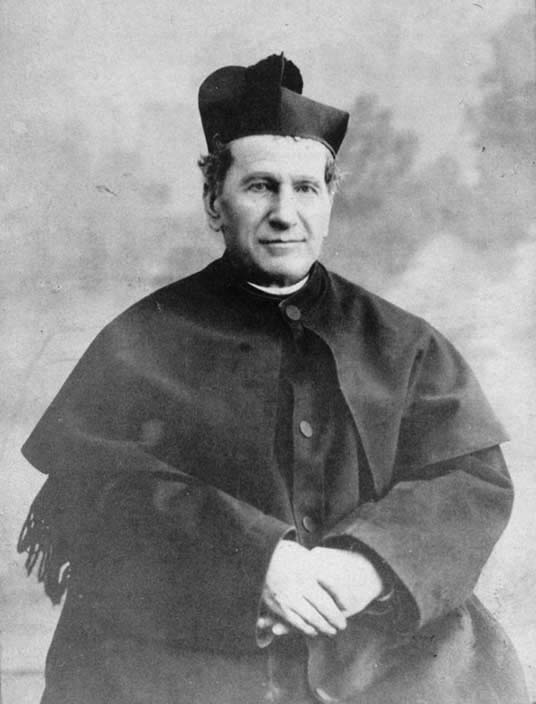
Johannes Bosco, 1887

Die Vereinigung der Salesianischen Mitarbeiter Don Boscos (it.: Associazione Cooperatori Salesiani, ACS; de.: Salesianische Mitarbeiter Don Boscos, SMDB) ist eine im Jahr 1841 von Johannes Bosco (1815–1888) gegründete Geistliche Gemeinschaft in der römisch-katholischen Kirche. Sie ist eine vom Päpstlichen Rat für die Laien genehmigte internationale Vereinigung päpstlichen Rechts und in deren Register aufgenommen. Die Vereinigung besteht aus ca. 30.000 Mitgliedern in 58 Ländern der Welt und ist Mitglied in der Salesianischen Familie.

## Geschichte
Johannes Bosco gründete gemeinsam mit seiner Mutter Margareta Occhiena (1788–1856) in Turin ein Jugendwerk für arme und verlassene Jugendliche. Fast parallel hierzu entwickelte Don Bosco die Idee Männer und Frauen in seinem Werk einzubinden, die dem salesianischen Grundgedanken zustimmten, die sich aber nicht in eine Ordensgemeinschaft einbinden lassen wollten. Mit der Ausweitung des Jugendwerkes erkannte Bosco weiterhin die Notwendigkeit Laien als Mitarbeiter für seine Arbeit zu gewinnen. Aus den, zuerst als „externe Salesianern“ der Gesellschaft des hl. Franz von Sales benannten Mitarbeitern, entwickelte sich nach und nach ein neuer Zweig innerhalb der Salesianischen Familie. Die von Bosco aufgestellten Ordensregeln und Satzungen wurden zunächst vom Heiligen Stuhl abgelehnt. Dieses veranlasste Don Bosco 1850 zur Erarbeitung neuer Regeln, die 1876 von Papst Pius IX. (1846–1878) anerkannt wurde und die Bezeichnung „Fromme Vereinigung der salesianischen Mitarbeiter“ erhielt. Die Mitglieder verstanden sich damals als Dritter Orden und wirkten im Geiste der Katholischen Aktion. In kürzester Zeiten hatten sich dieser Vereinigung viele Mitarbeiter und Helfer angeschlossen und unterstützten den Aufbau von Handwerksbetrieben, landwirtschaftlichen Betrieben, Druckereien, Tages- und Abendschulen, Heimen, Waisenhäusern und Missionsstationen. 1895 wurde der Erste Internationale Kongress der salesianischen Mitarbeiter abgehalten. Die aktuellen Regelwerke wurden 1998 erarbeitet und genehmigt.

## Organisation und Ausbreitung
Die Vereinigung gliedert sich von unten nach oben in Ortsrat – Provinzrat – Regionalkonferenz – Nationalkonferenz und Weltrat. In den „Ortszentren“ sammeln sich die lokalen Mitarbeiter und bilden die so genannt Basis, sie werden vom „Ortsrat“ geleitet. Auf der mittleren Ebene werden die Ortszentren zu „Provinzen“ zusammengefasst, diese sind an die Ordensprovinzen der Salesianer Don Boscos (SDB) angelehnt. In Deutschland und Österreich besteht jeweils eine Provinz. Die Provinzen werden durch einen „Provinzrat“ geleitet. In Ländern mit mehreren Provinzen bilden auf der nächsthöheren Ebene die Provinzräte die „Regionalkonferenzen“, die wiederum in einer „Nationalkonferenz“ vereinigt werden. Aus den derzeit 12 Regionalkonferenzen werden 12 Vertreter zum Weltrat gewählt, zu ihm gehören weitere 5 Delegierte, die vom Generaloberen der Salesianer Don Boscos, der dem Weltrat vorsteht und ihn leitet, entsandt werden.
Derzeit zählt die Vereinigung etwa 30.000 Mitgliedern die auf folgende Weltteile verteilt sind: Afrika mit 6 Ländern, Asien mit 8 Ländern, Europa mit 18 Ländern, Nordamerika mit 13 Ländern, Ozeanien mit 2 Ländern und Südamerika mit 11 Ländern. Die weiblichen und männlichen Mitglieder arbeiten im Verbund mit den Salesianern Don Boscos und den Don-Bosco-Schwestern (FMA). Einige Einzelmitglieder unterstützen die Tätigkeiten in Pfarrgemeinden oder in Familien und gehen weiterhin ihrem erwerbsmäßigen Beruf nach. Bei den Mitgliedern handelt es sich um katholische Frauen und Männer, die in ihrem eigenen Lebensbereich an der Sendung Don Boscos mitarbeiten wollen und sich demgegenüber verpflichten.
Die offizielle Publikation ist die zweimonatliche Zeitschrift „Salesiani Cooperatore“, sie erscheint in vier Sprachen. In Deutschland erscheint dreimal jährlich das Mitteilungsblatt „SMDB unterwegs“.

## Selbstverständnis
Das oberste Gebot der Mitglieder liegt in der Treue und Geistigkeit zum heiligen Don Bosco, der wiederum auf dem Geist des „Namenspatrons“ der Salesianer, Franz von Sales (1567–1622), basiert und sich in der apostolisch geprägten Spiritualität ausdrückt. Die Vorliebe und die Betreuung von Kindern und Jugendlichen zeichnet die praktische Arbeit der Mitarbeiter aus, sie führen ein einfaches und lebendiges Leben, welches sich im persönlichen Gebet, der Feier der Eucharistie und der Teilnahme an Exerzitien manifestiert. Die Hauptaufgabe liegt in der Erziehung und Evangelisierung von Jugendlichen, wobei die Grundlagen der salesianischen Erziehungsmethoden im Vordergrund stehen.
Das Logo des Weltrates besteht aus einem Sechseck, mittig ist, in einem Kreis eingefasst, das Porträt Don Boscos eingearbeitet und oberhalb davon stehen halbkreisförmig die Worte: „DA MIHI ANIMAS“ (de.: Gib mir Seelen). Dieser Wahlspruch bildet den ersten Teil des Wahlspruchs Don Boscos und der Salesianer Don Boscos, der vollständige Wahlspruch lautet: „DA MIHI ANIMAS, CETERA TOLLE“ (Freie Übersetzung: „Gib mir Seelen, alles andere nimm!“), der auch für den Song des Jugendwerkes benutzt wurde.
Aus der Vereinigung wurde die Portugiesin Alexandrina von Balazar (1904–1955) am 25. April 2004 von Papst Johannes Paul II. (1978–2005) seliggesprochen.